# Neoepicorsia
Neoepicorsia là một chi bướm đêm thuộc họ Crambidae.